# Division 1 1991/92
Die Division 1 1991/92 war die 54. Austragung der professionellen französischen Fußballliga. Meister wurde zum achten Mal seit 1937 Olympique Marseille, das zudem seinen vierten Titel in Serie gewann.
Erster Spieltag war der 20. Juli 1991, letzter Spieltag der 1. Mai 1992. Es gab eine vierwöchige Winterpause zwischen dem 22. Dezember und 17. Januar. Das frühe Saisonende war der Teilnahme der Nationalelf an der Europameisterschaftsendrunde in Schweden geschuldet.

## Vereine
Teilnahmeberechtigt waren die 17 Vereine, die am Ende der vorangegangenen Spielzeit auch für diese Saison das Placet des Verbands erhalten hatten; darunter waren auch zwei Mannschaften, die sportlich eigentlich abgestiegen waren, jedoch vom Lizenzentzug dreier Klubs (Girondins Bordeaux, Brest Armorique FC, OGC Nizza) profitierten. Dazu kamen zwei direkte und ein nachträglich zugelassener Aufsteiger aus der zweiten Division. Somit spielten in dieser Saison folgende Mannschaften um den Meistertitel:
- zwei Klubs aus dem äußersten Norden (OSC Lille, zusätzlicher Aufsteiger Racing Lens),
- zwei aus Paris beziehungsweise der Bourgogne (Paris Saint-Germain, AJ Auxerre),
- drei aus dem Nordosten (FC Metz, AS Nancy, FC Sochaux),
- vier aus dem Nordwesten (Aufsteiger Le Havre AC, SM Caen, Stade Rennes, FC Nantes),
- einer aus dem Südwesten (FC Toulouse),
- acht aus dem Südosten (AS Saint-Étienne, Olympique Lyon, HSC Montpellier, Aufsteiger Olympique Nîmes, Titelverteidiger Olympique Marseille, SC Toulon-Var, AS Cannes, AS Monaco).

## Saisonverlauf
Es galt die Zwei-Punkte-Regel; bei Punktgleichheit gab die Tordifferenz den Ausschlag für die Platzierung.
Ungeachtet der Tatsache, dass im Sommer 1991 drei Erstdivisionäre wegen Überschuldung beziehungsweise statutenwidrigem Finanzgebaren mit Zwangsabstieg bestraft worden waren, investierte Marseilles Präsident Tapie im fünften Jahr in Folge erheblich in seinen Spielerkader, insbesondere für die Verpflichtungen von Angloma, Rückkehrer Deschamps, Durand und den 40-Millionen-Francs-Einkauf Steven. Zudem bewog er Trainer Ivić, von Atlético Madrid an die Canebière zu wechseln. Ivić favorisierte ein „ultradefensives Konzept“, aber als Olympique am achten Spieltag gegen Toulon verlor – die Hafenstädter gewannen auch das Rückspiel und fügten Marseille so zwei seiner nur drei Punktspielniederlagen bei –, ersetzte Tapie den Jugoslawen noch während der Hinrunde durch dessen Vorgänger Goethals. Der brachte Marseille über den Winter wieder auf Erfolgskurs (unter anderem im Februar fünf Siege in Serie), so dass Monaco der einzige ernsthafte Titelkonkurrent blieb – jedenfalls bis zum Spitzenduell im April. Darin behauptete Olympique sich bei seinem Verfolger mit 3:0 und legte anschließend sechs Punkte zwischen sich und die Monegassen, die sich wie im Vorjahr mit der Vizemeisterschaft begnügen mussten.
Für Marseille, die Mannschaft mit der besten Abwehr und dem erfolgreichsten Angriff der Liga, war es der vierte Meistertitel in Folge, womit OM den Rekord von Saint-Étienne aus den Jahren von 1967 bis 1970 einstellte. Zudem waren zum Jahreswechsel 1991/1992 zwei Spieler von Olympique mit dem Ballon d’Or ausgezeichnet worden: Papin als Europas und Pelé als Afrikas Fußballer des Jahres. Papin, der sich beim letzten Heimspiel im Stade Vélodrome mit einer Rede von den Anhängern verabschiedete, weil er anschließend zum AC Mailand wechselte, gewann außerdem zum fünften Mal in Serie die Torjägerkrone der Division 1 – gleichfalls ein Ligarekord.
Zu den positiven Überraschungen zählten zwei Mannschaften aus der Normandie: Caen und Aufsteiger Le Havre schlossen die Saison unerwartet auf Plätzen im oberen Tabellenmittelfeld der Liga ab. Enger als an der Spitze ging es im Tabellenkeller zu, wo sich die Abstiegsfrage erst am letzten Spieltag entschied. Cannes und Nancy wurden zur folgenden Saison von US Valenciennes-Anzin und den Girondins Bordeaux abgelöst, und in den Barrages hatte auch noch Rennes gegenüber Racing Strasbourg das Nachsehen.
Allerdings traten die sportlichen Ereignisse in Frankreich angesichts der tragischen Vorfälle im Landespokal völlig in den Hintergrund, wo das „Drama von Furiani“ im Mai zum vorzeitigen Abbruch des Wettbewerbs führte; in dessen Finale wären sonst Monaco und Marseille erneut aufeinandergetroffen. Und für Marseille sollte die kommende Spielzeit der Division 1 mit der „Affäre OM-VA“ einen absoluten Tiefpunkt in der Vereinsgeschichte bereithalten.

## Abschlusstabelle
| Pl. | Verein                  | Sp. | S  | U  | N  | Tore    | Diff. | Punkte |
| --- | ----------------------- | --- | -- | -- | -- | ------- | ----- | ------ |
| 1.  | Olympique Marseille (M) | 38  | 23 | 12 | 3  | 067:210 | +46   | 58:18  |
| 2.  | AS Monaco (P)           | 38  | 22 | 8  | 8  | 055:330 | +22   | 52:24  |
| 3.  | Paris Saint-Germain     | 38  | 15 | 17 | 6  | 043:270 | +16   | 47:29  |
| 4.  | AJ Auxerre              | 38  | 16 | 12 | 10 | 055:320 | +23   | 44:32  |
| 5.  | SM Caen                 | 38  | 17 | 10 | 11 | 046:450 | +1    | 44:32  |
| 6.  | HSC Montpellier         | 38  | 12 | 18 | 8  | 040:320 | +8    | 42:34  |
| 7.  | Le Havre AC (N)         | 38  | 13 | 16 | 9  | 035:320 | +3    | 42:34  |
| 8.  | Racing Lens (N)         | 38  | 11 | 17 | 10 | 036:300 | +6    | 39:37  |
| 9.  | FC Nantes               | 38  | 12 | 14 | 12 | 037:390 | −2    | 38:38  |
| 10. | AS Saint-Étienne        | 38  | 13 | 11 | 14 | 042:370 | +5    | 37:39  |
| 11. | FC Toulouse             | 38  | 11 | 14 | 13 | 033:400 | −7    | 36:40  |
| 12. | FC Metz                 | 38  | 12 | 11 | 15 | 042:430 | −1    | 35:41  |
| 13. | OSC Lille               | 38  | 11 | 13 | 14 | 031:340 | −3    | 35:41  |
| 14. | SC Toulon-Var           | 38  | 13 | 6  | 19 | 041:550 | −14   | 32:44  |
| 15. | Olympique Nîmes (N)     | 38  | 9  | 14 | 15 | 031:500 | −19   | 32:44  |
| 16. | Olympique Lyon          | 38  | 10 | 11 | 17 | 025:390 | −14   | 31:45  |
| 17. | FC Sochaux              | 38  | 9  | 13 | 16 | 035:500 | −15   | 31:45  |
| 18. | Stade Rennes (L)        | 38  | 6  | 17 | 15 | 025:420 | −17   | 29:47  |
| 19. | AS Cannes               | 38  | 8  | 12 | 18 | 034:480 | −14   | 28:48  |
| 20. | AS Nancy                | 38  | 10 | 8  | 20 | 043:670 | −24   | 28:48  |

Platzierungskriterien: 1. Punkte – 2. Tordifferenz – 3. geschossene Tore

| (M) | amtierender französischer Meister        |
| (P) | amtierender französischer Pokalsieger    |
| (L) | amtierender Ligapokalsieger              |
| (N) | Neuaufsteiger aus der Division 2 1990/91 |

## Kreuztabelle
|                     | AJ Aux | SM Cae | AS Can | AC LeH | RC Len | OSC Lil | Ol. Lyo | Ol. Mar | FC Met | AS Mco | HSC Mpl | AS Ncy | FC Nts | Ol. Nîm | SG Par | St. Ren | AS StÉ | FC Soc | SC Tln | FC Tls |
| AJ Auxerre          |        | 5:1    | 3:1    | 3:0    | 1:0    | 1:0     | 3:0     | 1:1     | 3:0    | 1:1    | 1:0     | 3:1    | 2:2    | 0:0     | 2:2    | 3:1     | 2:0    | 4:0    | 1:0    | 3:0    |
| SM Caen             | 1:0    |        | 3:1    | 2:1    | 2:0    | 3:3     | 1:0     | 1:3     | 1:0    | 1:0    | 0:0     | 5:1    | 1:1    | 2:0     | 2:0    | 0:0     | 1:0    | 1:1    | 4:1    | 1:0    |
| AS Cannes           | 1:1    | 2:0    |        | 0:0    | 2:1    | 1:1     | 0:0     | 1:2     | 1:1    | 1:2    | 2:0     | 1:1    | 2:0    | 0:0     | 1:1    | 3:1     | 0:2    | 2:1    | 0:1    | 2:0    |
| Le Havre AC         | 1:0    | 0:1    | 1:0    |        | 1:0    | 0:0     | 1:0     | 0:2     | 0:0    | 3:0    | 3:1     | 1:2    | 1:1    | 1:1     | 1:1    | 0:0     | 2:1    | 1:0    | 3:0    | 1:1    |
| Racing Lens         | 0:0    | 0:0    | 1:0    | 0:0    |        | 0:0     | 4:2     | 2:1     | 0:2    | 0:1    | 1:1     | 1:0    | 0:0    | 0:0     | 1:0    | 0:0     | 1:1    | 1:1    | 2:1    | 4:0    |
| OSC Lille           | 1:0    | 1:2    | 0:0    | 0:0    | 1:2    |         | 1:0     | 0:1     | 0:2    | 1:2    | 1:0     | 2:1    | 0:0    | 1:1     | 0:0    | 1:1     | 2:0    | 0:0    | 1:0    | 3:1    |
| Olympique Lyon      | 1:0    | 2:2    | 0:0    | 0:2    | 1:1    | 1:0     |         | 1:1     | 0:0    | 2:0    | 1:0     | 2:1    | 0:1    | 1:0     | 0:1    | 3:1     | 0:0    | 0:1    | 1:1    | 1:0    |
| Olympique Marseille | 2:0    | 2:0    | 5:0    | 2:0    | 1:1    | 1:0     | 0:0     |         | 2:0    | 1:1    | 0:0     | 4:0    | 4:0    | 4:2     | 0:0    | 5:1     | 2:0    | 2:2    | 0:1    | 2:0    |
| FC Metz             | 2:1    | 1:2    | 1:2    | 1:1    | 3:2    | 1:0     | 1:1     | 0:0     |        | 2:0    | 1:3     | 0:1    | 1:1    | 4:0     | 0:0    | 0:0     | 1:0    | 3:1    | 4:1    | 4:0    |
| AS Monaco           | 2:0    | 2:1    | 3:1    | 0:2    | 0:0    | 1:0     | 1:0     | 0:3     | 3:1    |        | 1:1     | 4:1    | 1:0    | 1:1     | 1:0    | 3:1     | 2:0    | 2:0    | 3:0    | 0:2    |
| HSC Montpellier     | 1:1    | 3:1    | 3:0    | 2:2    | 0:0    | 0:0     | 3:0     | 0:0     | 1:0    | 1:4    |         | 2:0    | 2:1    | 0:0     | 1:1    | 0:0     | 2:0    | 3:2    | 1:0    | 0:0    |
| AS Nancy            | 2:1    | 3:0    | 1:0    | 1:3    | 3:1    | 1:2     | 0:0     | 1:3     | 1:3    | 1:4    | 3:1     |        | 3:1    | 2:3     | 0:0    | 1:1     | 0:2    | 3:1    | 0:0    | 1:1    |
| FC Nantes           | 2:0    | 2:1    | 1:0    | 0:0    | 1:0    | 1:2     | 3:0     | 0:1     | 4:1    | 1:4    | 0:0     | 0:0    |        | 3:2     | 0:0    | 1:0     | 1:0    | 0:0    | 1:2    | 1:1    |
| Olympique Nîmes     | 0:0    | 0:1    | 2:1    | 1:0    | 0:2    | 1:0     | 2:1     | 1:2     | 1:0    | 0:1    | 2:1     | 1:2    | 0:0    |         | 0:1    | 1:2     | 1:1    | 2:2    | 1:0    | 2:2    |
| Paris Saint-Germain | 1:1    | 3:1    | 3:2    | 1:1    | 1:0    | 2:0     | 3:0     | 0:0     | 3:0    | 2:0    | 1:1     | 1:0    | 1:1    | 2:0     |        | 1:0     | 0:0    | 2:0    | 2:3    | 0:0    |
| Stade Rennes        | 1:1    | 1:0    | 0:0    | 0:2    | 0:0    | 2:3     | 0:2     | 1:2     | 3:1    | 0:0    | 0:2     | 3:1    | 0:1    | 1:1     | 0:0    |         | 0:0    | 2:0    | 0:0    | 1:1    |
| AS Saint-Étienne    | 1:1    | 1:1    | 2:0    | 4:0    | 0:4    | 1:1     | 1:2     | 1:1     | 2:0    | 0:1    | 1:1     | 3:0    | 2:1    | 3:0     | 3:0    | 0:1     |        | 2:1    | 3:1    | 2:1    |
| FC Sochaux          | 1:0    | 2:0    | 1:0    | 0:0    | 1:2    | 2:1     | 1:0     | 2:3     | 0:0    | 1:3    | 1:1     | 2:2    | 3:1    | 1:1     | 0:2    | 0:0     | 1:0    |        | 2:0    | 0:0    |
| SC Toulon-Var       | 0:3    | 0:0    | 4:3    | 4:0    | 0:1    | 1:2     | 1:0     | 1:0     | 1:1    | 1:1    | 0:1     | 4:2    | 0:2    | 5:0     | 2:5    | 1:0     | 1:2    | 2:0    |        | 1:0    |
| FC Toulouse         | 2:3    | 0:0    | 2:0    | 0:0    | 1:1    | 1:0     | 1:0     | 0:2     | 1:0    | 0:0    | 1:1     | 1:0    | 2:1    | 0:1     | 3:0    | 2:0     | 1:1    | 2:1    | 3:0    |        |

## Relegation
|              | Gesamt |                   | Hinspiel | Rückspiel |
| ------------ | ------ | ----------------- | -------- | --------- |
| Stade Rennes | 1:4    | Racing Strasbourg | 0:0      | 1:4       |

## Meistermannschaft Olympique Marseille
Während der Saison waren unter den Trainern Tomislav Ivić beziehungsweise dem nach 14 Spieltagen zurückgeholten Raymond Goethals folgende 18 Spieler zum Einsatz gekommen:
| 1.                  | Olympique Marseille |
| Olympique Marseille | - Tor: Pascal Olmeta (38/-) - Abwehr: Basile Boli (34/5), Jocelyn Angloma (32/2), Carlos Mozer (31/-), Pascal Baills (17/-), Éric Di Meco (4/-), Bernard Casoni (31/-), Manuel Amoros (33/-) - Mittelfeld: Didier Deschamps (36/4), Chris Waddle (35/7), Trevor Steven (28/3), Franck Sauzée (22/2), Jean-Philippe Durand (27/2), Patrice Eyraud (4/-) - Sturm: Jean-Pierre Papin (37/27), Abédi Pelé (36/12), Daniel Xuereb (17/3), Marc Libbra (1/-) - Trainer: Raymond Goethals |

## Erfolgreichste Torschützen
| Pl. | Spieler              | Verein              | Tore |
| --- | -------------------- | ------------------- | ---- |
| 1   | Jean-Pierre Papin    | Olympique Marseille | 27   |
| 2   | François Calderaro   | FC Metz             | 19   |
| 3   | George Weah          | AS Monaco           | 18   |
| 4   | Fabrice Divert       | HSC Montpellier     | 14   |
|     | Stéphane Paille      | SM Caen             | 14   |
| 6   | Abédi Pelé           | Olympique Marseille | 12   |
|     | Christian Perez      | Paris Saint-Germain | 12   |
|     | Leonardo Rodríguez   | SC Toulon-Var       | 12   |
| 9   | Christophe Cocard    | AJ Auxerre          | 11   |
| 10  | Youri Djorkaeff      | AS Monaco           | 9    |
|     | Jean-Marc Ferreri    | AJ Auxerre          | 9    |
|     | Jean-Philippe Séchet | AS Nancy            | 9    |
|     | David Zitelli        | AS Nancy            | 9    |